# Antoni Rosner

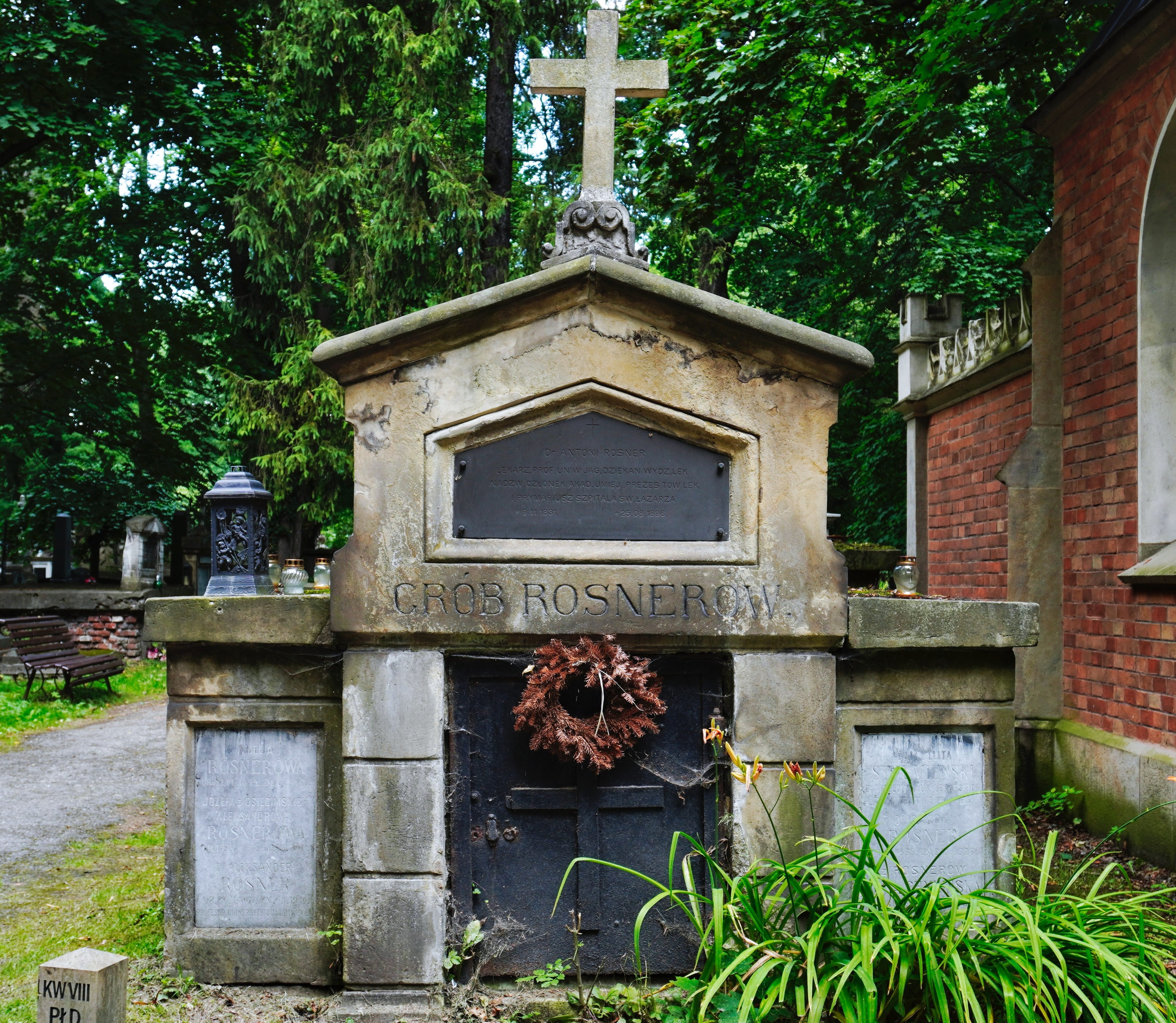
Grób Antoniego Rosnera na cmentarzu Rakowickim w Krakowie

Antoni Rosner (ur. 9 listopada 1831 w Tarnowie, zm. 25 sierpnia 1896 w Krakowie) – polski lekarz dermatolog, syfilidolog.

## Życiorys
Urodził się w rodzinie tarnowskich Żydów, był synem lekarza i radnego miejskiego Dawida Rosnera i Hessi z domu Ohrenstein. Po ukończeniu gimnazjum wyjechał do Wiednia, gdzie studiował filozofię i medycynę pod kierunkiem Ferdinanda von Hebry. Od 1854 przez rok pracował w Szpitalu Powszechnym na Oddziale Chorób Wewnętrznych. W 1861 uzyskał tytuł doktora chirurgii, prawdopodobnie wówczas przyjął wiarę rzymskokatolicką. Rok później powrócił do Krakowa, gdzie przedstawił pracę habilitacyjną z dermatologii i wenerologii, a następnie rozpoczął pracę wykładowcy na Uniwersytecie Jagiellońskim i w szpitalu św. Ducha. Od 1863 kierował pierwszą na ziemiach polskich Kliniką Dermatologiczną, oficjalnie jej działalność została zatwierdzona w 1871. W 1867 uzyskał tytuł profesora nadzwyczajnego i prywatnego docenta dermatologii oraz został członkiem Towarzystwa Krakowskiego Lekarskiego, a w 1873 członkiem nadzwyczajnym Akademii Umiejętności. W tym samym roku został kierownikiem kliniki chorób skórnych w szpitalu św. Łazarza, w 1894 profesora zwyczajnego.  Z małżeństwa z  Amelią z Ohrensteinów miał synów Aleksandra i Ignacego Juliusza. Córka prof. Rosnera, Anna, została żoną Michała Chylińskiego.
Został pochowany w grobowcu rodzinnym na cmentarzu Rakowickim w Krakowie.